# اس‌اس ریپابلیک (۱۸۵۳)
اس‌اس ریپابلیک (۱۸۵۳) (به انگلیسی: SS Republic (1853)) یک کشتی بود که طول آن ۲۱۰ فوت (۶۴ متر) بود. این کشتی در سال ۱۸۵۳ ساخته شد.